# The Plainsman
The Plainsman is een Amerikaanse western uit 1936 onder regie van Cecil B. DeMille.

## Verhaal
Buffalo Bill, Calamity Jane en Wild Bill Hickock gaan de strijd aan met de bende van John Lattimer, die geld verdient met de verkoop van wapens aan indianen.

## Rolverdeling
| Acteur            | Personage                 |
| ----------------- | ------------------------- |
| Gary Cooper       | Wild Bill Hickok          |
| Jean Arthur       | Calamity Jane             |
| James Ellison     | Buffalo Bill              |
| Charles Bickford  | John Lattimer             |
| Helen Burgess     | Louisa Cody               |
| Porter Hall       | Jack McCall               |
| Paul Harvey       | Yellow Hand               |
| John Miljan       | Generaal George A. Custer |
| Frank McGlynn Sr. | President Abraham Lincoln |